# Ruine Sünikon
Die Ruine Sünikon ist die Ruine einer Hangburg südwestlich von Sünikon im Bezirk Dielsdorf, Kanton Zürich in der Schweiz.

## Lage
Die einfache Turmburg mit einem Grundriss von 12,5 auf 11,9 Meter lag direkt am häufig begangenen Pilgerweg vom Oberrhein zum Kloster Einsiedeln, 100 Meter über dem Grund des Wehntals am Nordhang der Lägern.

## Geschichte
In Urkunden wird ein Rittergeschlecht von Sünikon als Gefolgsleute der Regensberger im 13. und 14. Jahrhundert erwähnt; nach 1397 verlieren sich ihre Spuren.
Bei Grabungen 1961 stiess man beim Bau einer Waldstrasse in der so genannten Pflasterwiese auf die Mauerreste des fast quadratischen Gebäudes. Bis zum Sommer 1962 wurden die bis zu 1,3 Meter dicken Mauern freigelegt. Im Schutt des aufgefüllten Kellers fanden sich Teile von Keramikgeschirr und Kachelöfen, Reste von Spitzbogenfenstern aus Sandstein und wenige Metallfunde wie Werkzeuge und Nägel aus dem 15. bis 17. Jahrhundert.
Gegenstände aus der Sünikoner Ritterzeit wurden jedoch keine gefunden und so vermutet man, dass es sich eher um die Pilgerherberge handelt, die bis ins 17. Jahrhundert dort betrieben wurde. In der Umgebung vermutet man auch die in vielen Schriften erwähnte Wallfahrtskapelle Maria Pflasterbach aus dem 16. Jahrhundert.
Auf der Kantonskarte von Jos Murer von 1566 ist eine Burg mit dem Namen Sünikon als Ruine neben der Kapelle Pflasterbach eingezeichnet. Dies lässt die Vermutung zu, dass die Pilgerherberge am Pflasterbach tatsächlich auf den Grundmauern der Burg derer von Sünikon gestanden haben dürfte.